# Gdy pada śnieg
Gdy pada śnieg – jedenasty album studyjny Kayah z kolędami i kilkoma autorskimi piosenkami świątecznymi, wydany 4 listopada 2016 roku przez wytwórnię Kayax. Utwory zaaranżował i wyprodukował Jan Smoczyński, z którym artystka napisała dwa nowe utwory - „Pusty talerzyk” i „Gdy pada śnieg”. Piosenki zostały kolejno singlami promującymi płytę. Na albumie ponadto znalazł się jako bonus świąteczny przebój Kayah - Ding Dong.

## Lista utworów
| 1.  | „Cicha noc” muz. Franz Gruber, sł. Piotr Maszyński                      | 5:36  |
|     |                                                                         |       |
| 2.  | „W żłobie leży” utwór tradycyjny                                        | 3:12  |
|     |                                                                         |       |
| 3.  | „Gdy pada śnieg” muz. Jan Smoczyński, sł. Kayah                         | 3:40  |
|     |                                                                         |       |
| 4.  | „Wśród nocnej ciszy” utwór tradycyjny                                   | 4:20  |
|     |                                                                         |       |
| 5.  | „Pusty talerzyk” muz. Kayah, Jan Smoczyński, sł. Kayah                  | 3:53  |
|     |                                                                         |       |
| 6.  | „Jezus Malusieńki” utwór tradycyjny                                     | 2:54  |
|     |                                                                         |       |
| 7.  | „Przybieżeli do Betlejem” muz. Atanas Valkov                            | 2:39  |
|     |                                                                         |       |
| 8.  | „Lulajże, Jezuniu” utwór tradycyjny                                     | 4:49  |
|     |                                                                         |       |
| 9.  | „Nie było miejsca dla Ciebie” muz. Józef Łaś, sł. Mateusz Jeż           | 4:25  |
|     |                                                                         |       |
| 10. | Słowo od Kayah                                                          | 1:04  |
|     |                                                                         |       |
| 11. | Bonus: „Ding Dong” muz. Krzysztof Pszona, Patrycja Żbikowska, sł. Kayah | 2:38  |
|     |                                                                         |       |
|     |                                                                         | 39:10 |
|     |                                                                         |       |

## Twórcy
- Kayah - głos, chórki, instrumenty perkusyjne
- Jan Smoczyński - fortepian, głos, chórki, instrumenty perkusyjne, programowanie, aranżacja, produkcja muzyczna, nagrania, miks, mastering
- Iwona Zasuwa - chórki
- Krzysztof Łochowicz - gitary
- Michał Barański - kontrabas
- Tomasz Waldowski - perkusja
- Atom String Quartet:
  - Dawid Lubowicz - I skrzypce
  - Mateusz Smoczyński - II skrzypce
  - Michał Zaborski - altówka
  - Krzysztof Lenczowski - wiolonczela
- Joanna Żmijewska - obój
- Łukasz Poprawski - flet, klarnet, fagot
- Marek Michalec - waltornia
- Sandra Kopijkowska - harfa
- Tomasz Dąbrowski - trąbka
- Alicja Wróbel, Asia Aniołkowska - chórek dziecięcy